# Madalena (Amarante)
Madalena era una freguesia portuguesa del municipio de Amarante, distrito de Oporto.

## Historia
El territorio de la freguesia de Madalena fue poblado desde época muy antigua como demuestran los vestigios arqueológicos de la necrópolis de Ataúdes y Maracinho, y donde también se encontraron algunos restos cerámicos de los siglos II y III d. C. que actualmente se exponen en el Museo Amadeo de Sousa Cardoso. Este territorio estaba atravesado por una calzada romana que unía el río Támega con la Sierra de Marão.
La necrópolis romana fue investigada en 1908 por José Fortes y en 1988 José Maia Marques. 
Fue villa y sede del municipio de Gestaçô entre 1514 y 1836. El municipio y su sede se designaban como Gestaçô, pasando la freguesia a designarse Madalena en la década de 1930. No debe confundirse con la freguesia de Gestaçô en el municipio de Baião. Esta última, en el siglo XIX recibía el nombre de Campo de Gestaçô.
Fue suprimida el 28 de enero  de 2013, en aplicación de una resolución de la Asamblea de la República portuguesa promulgada el 16 de enero de 2013 al unirse con las freguesias de Cepelos, Gatão y  São Gonçalo, formando la nueva freguesia de Amarante (São Gonçalo), Madalena, Cepelos e Gatão.